# Maria Ekman (översättare)
Maria Botilda Ekman, född Johnson 6 februari 1944 i Hammarby församling i Uppland, är en svensk översättare. Hon är dotter till författaren Eyvind Johnson och översättaren Cilla Johnson.
Maria Ekman översätter skönlitteratur och sakprosa från engelska till svenska. Hon har översatt sedan 1960-talets slut, med författare som Virginia Woolf, Jane Austen, Ian McEwan, Margaret Atwood, Anne Brontë och E.M. Forster.
Ekman erhöll 2011 års Elsa Thulins översättarpris med motiveringen: ”Översättning kan liknas vid skingrad dimma. När denna konst blir ett moln ingriper årets pristagare, Maria Ekman, och upplyser oss med jordnära skärpa, omutligt förstånd och avundsvärt lätt hand om vår språkliga verklighet.”

## Priser och utmärkelser
- 1999 – Albert Bonniers 100-årsminne
- 2005 – De Nios översättarpris
- 2011 – Elsa Thulins översättarpris
- 2016 – Svenska Akademiens översättarpris